# DF-ZF

Der mit „DF-17“ beschriftete Teil ist der Gefechtskopf, die Trägerrakete ist hinter der Aufrichtvorrichtung verborgen.

Dongfeng-Zhengfu (chinesisch 东风-征服, Pinyin Dōngfēng-Zhēngfú, „Ostwind-Eroberung“, kurz DF-ZF) ist der Gleitflug-Gefechtskopf der chinesischen landgestützten Hyperschall-Mittelstreckenrakete Dongfeng 17. Rakete und Gefechtskopf werden von der Chinesischen Akademie für Trägerraketentechnologie hergestellt und sind seit 2019 bei den Chinesischen Raketenstreitkräften im Einsatz.

## Technik

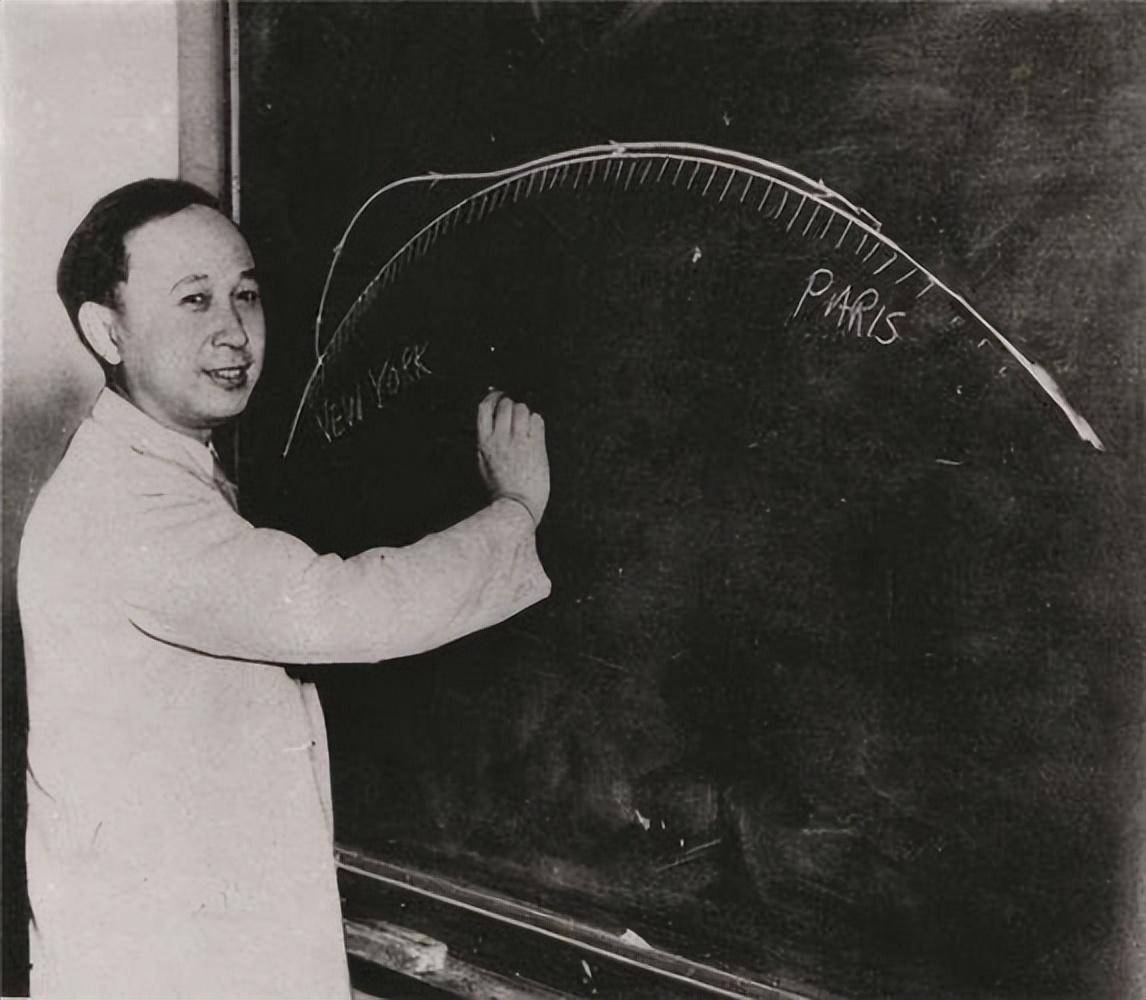
Funktionsprinzip der Dongfeng 17 (an der Tafel Qian Xuesen)

Die Dongfeng 17 selbst hat eine Reichweite von 1500 km, wobei sie auf einer ballistischen Flugbahn eine Geschwindigkeit von Mach 10, also die zehnfache Schallgeschwindigkeit erreicht. Dann wird der DF-ZF-Gefechtskopf abgetrennt und legt im Gleitflug weitere 1000 km zurück, was dem gesamten Waffensystem eine Reichweite von 2500 km verleiht. Durch den Strömungswiderstand der Luft wird der antriebslose Gefechtskopf aber im Laufe der Zeit langsamer und besitzt beim Eintreffen im Ziel nur noch eine Geschwindigkeit vom Mach 5.
Dies ist nach der Definition die unterste Grenze der Hyperschallgeschwindigkeit. Aufgrund seiner hohen Geschwindigkeit kann der DF-ZF deutlich schwerer von Raketenabwehrsystemen abgefangen werden als ein klassischer Sprengkopf, außerdem kann er wie ein Segelflugzeug nicht vorhersehbare Flugmanöver durchführen.
US-Geheimdienstquellen stellten Ende 2017 fest, dass das System relativ genau sei und bei zwei Tests im November jenes Jahres dazu in der Lage war, die anvisierten Ziele mit einer Genauigkeit von wenigen Metern zu treffen.
Das System ist eine taktische Waffe für den Einsatz in Regionalkonflikten. Es ist dazu gedacht, gegnerische Raketenabwehrsysteme wie die auf Taiwan stationierten MIM-104 Patriot, die in Südkorea stationierte Terminal High Altitude Area Defense oder das in Japan stationierte Aegis-Kampfsystem auszuschalten, damit die eigentlichen Ziele dann von der – für Ziele in Japan auch nuklear bestückbaren – Dongfeng 16 angegriffen werden können.

## Bisherige bekannte Tests
Es sind insgesamt zwei Starts der Dongfeng 17 mit montiertem DF-ZF bekannt:
| Nr. | Datum             | Anmerkungen |
| --- | ----------------- | --- |
| 8   | 1. November 2017  | Erfolgreicher Test. Die Rakete legte etwa 1.400 km in elf Minuten zurück, wobei der Gefechtskopf in einer Höhe von etwa 60 km flog. |
| 9   | 15. November 2017 | Erfolgreicher Test, erneut mit Gefechtskopf.                                                                                        |